# أولاف نيلسن
أولاف نيلسن (بالنرويجية البوكمول: Olav Nilsen)‏ (5 أبريل 1902 – 25 أبريل 1944) هو ملاكم نرويجي راحل، مثّل بلاده في الألعاب الأولمبية الصيفية 1928.

## روابط خارجية
أولاف نيلسن على موقع أوليمبيديا (الإنجليزية)